# Synomelix fasciata
Synomelix fasciata är en stekelart som först beskrevs av Davis 1897.  Synomelix fasciata ingår i släktet Synomelix och familjen brokparasitsteklar. Inga underarter finns listade i Catalogue of Life.